# Roue Tourangelle 2025
La 23e édition de la Roue Tourangelle a eu lieu le 30 mars 2025. Cette course cycliste d'un jour fait partie de la Coupe de France en tant que 4e manche de l'édition 2025.
Elle fait aussi partie du calendrier UCI Europe Tour 2024 en catégorie 1.1 (troisième catégorie mondiale).

## Présentation

### Équipes participantes
| WorldTeams (5)- Intermarché-Wanty - Arkéa-B&B Hotels - Cofidis - Groupama-FDJ - Decathlon AG2R La Mondiale Team ProTeams (9)- Team TotalEnergies - Unibet Tietema Rockets - Caja Rural-Seguros RGA - Uno-X Mobility - Tudor Pro Cycling Team - Equipo Kern Pharma - VF Group-Bardiani CSF-Faizanè - Burgos-Burpellet-BH - Wagner Bazin WB Équipes continentales (6)- Saint Michel-Preference Home-Auber 93 - Van Rysel-Roubaix - CIC U Nantes - Nice Métropole Côte d'Azur - Soudal Quick-Step Devo Team - MYVELO Pro Cycling Team |
| |

## Classements

### Classement final[1],[2]
| \| Classement général \| Classement général \| Classement général \| Classement général \| Classement général \| \| Coureur \| Coureur \| Pays \| Équipe \| Temps \| \| ------------------ \| ------------------ \| ------------------ \| ----------------------------------- \| ------------------ \| \| 1er \| Erlend Blikra \| Norvège \| Uno-X Mobility \| 4 h 32 min 18 s \| \| 2e \| Bryan Coquard \| France \| Cofidis \| + 0 s \| \| 3e \| Gerben Thijssen \| Belgique \| Intermarché-Wanty \| + 0 s \| \| 4e \| Clément Venturini \| France \| Arkéa-B&B Hotels \| + 0 s \| \| 5e \| Jenthe Biermans \| Belgique \| Arkéa-B&B Hotels \| + 0 s \| \| 7e \| Florian Dauphin \| France \| Team TotalEnergies \| + 0 s \| \| 8e \| Dillon Corkery \| Irlande \| St. Michel-Preference Home-Auber 93 \| + 0 s \| \| 9e \| Stian Fredheim \| Norvège \| Uno-X Mobility \| + 0 s \| \| 10e \| Eddy Le Huitouze \| France \| Groupama-FDJ \| + 0 s \| |                   |          |                                     |                 |
| |                   |          |                                     |                 |
| Source : ProCyclingStats |                   |          |                                     |                 |
| Classement général |                   |          |                                     |                 |
| Coureur | Coureur           | Pays     | Équipe                              | Temps           |
| 1er | Erlend Blikra     | Norvège  | Uno-X Mobility                      | 4 h 32 min 18 s |
| 2e | Bryan Coquard     | France   | Cofidis                             | + 0 s           |
| 3e | Gerben Thijssen   | Belgique | Intermarché-Wanty                   | + 0 s           |
| 4e | Clément Venturini | France   | Arkéa-B&B Hotels                    | + 0 s           |
| 5e | Jenthe Biermans   | Belgique | Arkéa-B&B Hotels                    | + 0 s           |
| 7e | Florian Dauphin   | France   | Team TotalEnergies                  | + 0 s           |
| 8e | Dillon Corkery    | Irlande  | St. Michel-Preference Home-Auber 93 | + 0 s           |
| 9e | Stian Fredheim    | Norvège  | Uno-X Mobility                      | + 0 s           |
| 10e | Eddy Le Huitouze  | France   | Groupama-FDJ                        | + 0 s           |

## Liste des participants
| Légende | Légende                                                                    | Légende | Légende                                                    |
| ------- | -------------------------------------------------------------------------- | ------- | ---------------------------------------------------------- |
| Num     | Dossard de départ porté par le coureur sur la Roue Tourangelle             | Pos     | Position à l'arrivée de la course                          |
|         | Indique un maillot de champion national ou mondial, suivi de sa spécialité | NP      | Indique un coureur qui n'a pas pris le départ de la course |
| AB      | Indique un coureur qui n'a pas terminé la course                           | HD      | Indique un coureur qui a terminé la course hors des délais |
| DSQ     | Indique un coureur qui a été disqualifié de la course                      |         |                                                            |

| Team TotalEnergies TEN | Team TotalEnergies TEN   | Team TotalEnergies TEN |
| ---------------------- | ------------------------ | ---------------------- |
| Num                    | Coureur                  | Pos                    |
| 1                      | Jason Tesson (FRA)       | 111e                   |
| 2                      | Florian Dauphin (FRA)    | 7e                     |
| 3                      | Joris Delbove (FRA)      | 45e                    |
| 4                      | Alexandre Delettre (FRA) | 44e                    |
| 5                      | Nicola Marcerou (FRA)    | 87e                    |
| 6                      | Lucas Boniface (FRA)     | 33e                    |
| 7                      | Fabien Grellier (FRA)    | 94e                    |

| Intermarché-Wanty IWA | Intermarché-Wanty IWA   | Intermarché-Wanty IWA |
| --------------------- | ----------------------- | --------------------- |
| Num                   | Coureur                 | Pos                   |
| 11                    | Francesco Busatto (ITA) | 46e                   |
| 12                    | Halvor Dolven (NOR)     | 54e                   |
| 13                    | Victor Hannes (BEL)     | 114e                  |
| 14                    | Arne Marit (BEL)        | 90e                   |
| 15                    | Gerben Thijssen (BEL)   | 3e                    |
| 16                    | Tobias Müller (GER)     | 98e                   |
| 17                    | Gijs Van Hoecke (BEL)   | 57e                   |

| Arkéa-B&B Hotels ARK | Arkéa-B&B Hotels ARK    | Arkéa-B&B Hotels ARK |
| -------------------- | ----------------------- | -------------------- |
| Num                  | Coureur                 | Pos                  |
| 21                   | Jenthe Biermans (BEL)   | 5e                   |
| 22                   | Clément Venturini (FRA) | 4e                   |
| 23                   | Mathis Le Berre (FRA)   | 51e                  |
| 24                   | Axel Bouquet (FRA)      | 108e                 |
| 25                   | Jean-Loup Fayolle (FRA) | AB                   |
| 26                   | Baptiste Gillet (FRA)   | 40e                  |
| 27                   | Nicolas Milesi (ITA)    | 32e                  |

| Cofidis COF | Cofidis COF                | Cofidis COF |
| ----------- | -------------------------- | ----------- |
| Num         | Coureur                    | Pos         |
| 31          | Bryan Coquard (FRA)        | 2e          |
| 32          | Nicolas Debeaumarché (FRA) | 115e        |
| 33          | Valentin Ferron (FRA)      | 48e         |
| 34          | Oliver Knight (GBR)        | 75e         |
| 35          | Paul Ourselin (FRA)        | 69e         |
| 36          | Anthony Perez (FRA)        | 50e         |
| 37          | Benjamin Thomas (FRA)      | 96e         |

| Groupama-FDJ GFC | Groupama-FDJ GFC         | Groupama-FDJ GFC |
| ---------------- | ------------------------ | ---------------- |
| Num              | Coureur                  | Pos              |
| 41               | Clément Davy (FRA)       | 30e              |
| 42               | Thibaud Gruel (FRA)      | 43e              |
| 43               | Eddy Le Huitouze (FRA)   | 10e              |
| 44               | Matthew Walls (GBR)      | 19e              |
| 45               | Eliott Boulet (FRA)      | 65e              |
| 46               | Lewis Bower (NZL)        | 14e              |
| 47               | Maximilian Cushway (FRA) | 125e             |

| Decathlon-AG2R La Mondiale DAT | Decathlon-AG2R La Mondiale DAT | Decathlon-AG2R La Mondiale DAT |
| ------------------------------ | ------------------------------ | ------------------------------ |
| Num                            | Coureur                        | Pos                            |
| 51                             | Louis Chaleil (FRA)            | 84e                            |
| 52                             | Matthew Greenwood (AUS)        | AB                             |
| 53                             | Noa Isidore (FRA)              | 18e                            |
| 54                             | Daniel Weis (DEN)              | AB                             |
| 55                             | Nans Peters (FRA)              | 59e                            |
| 56                             | Gianluca Pollefliet (BEL)      | 53e                            |
| 57                             | Aubin Sparfel (FRA)            | 78e                            |

| Unibet Tietema Rockets RKT | Unibet Tietema Rockets RKT | Unibet Tietema Rockets RKT |
| -------------------------- | -------------------------- | -------------------------- |
| Num                        | Coureur                    | Pos                        |
| 61                         | Davide Bomboi (BEL)        | 77e                        |
| 62                         | Andreas Stokbro (DEN)      | 23e                        |
| 63                         | Charles Paige (GBR)        | 86e                        |
| 64                         | Tomáš Kopecký (CZE)        | 35e                        |
| 65                         | Joren Bloem (NED)          | AB                         |
| 66                         | Lander Loockx (BEL)        | 17e                        |
| 67                         | Sebastian Nielsen (DEN)    | 71e                        |

| Caja Rural-Seguros RGA CJR | Caja Rural-Seguros RGA CJR | Caja Rural-Seguros RGA CJR |
| -------------------------- | -------------------------- | -------------------------- |
| Num                        | Coureur                    | Pos                        |
| 71                         | Eduard Prades (ESP)        | 39e                        |
| 72                         | Sergi Darder (ESP)         | 13e                        |
| 73                         | Álex Díaz (ESP)            | 31e                        |
| 74                         | Javier Ibáñez (ESP)        | 106e                       |
| 75                         | Fernando Barceló (ESP)     | 11e                        |
| 76                         | Iúri Leitão (POR)          | AB                         |
| 77                         | Francisco Peñuela (VEN)    | 15e                        |

| Uno-X Mobility UXM | Uno-X Mobility UXM            | Uno-X Mobility UXM |
| ------------------ | ----------------------------- | ------------------ |
| Num                | Coureur                       | Pos                |
| 81                 | Jonas Iversby Hvideberg (NOR) | 62e                |
| 82                 | Stian Fredheim (NOR)          | 9e                 |
| 83                 | Rasmus Bøgh Wallin (DEN)      | 68e                |
| 84                 | Henrik Pedersen (DEN)         | 29e                |
| 85                 | Martin Bugge Urianstad (NOR)  | 60e                |
| 86                 | Erlend Blikra (NOR)           | 1er                |
| 87                 | Sakarias Koller Løland (NOR)  | 47e                |

| Tudor Pro Cycling Team TUD | Tudor Pro Cycling Team TUD | Tudor Pro Cycling Team TUD |
| -------------------------- | -------------------------- | -------------------------- |
| Num                        | Coureur                    | Pos                        |
| 91                         | Alberto Dainese (ITA)      | 76e                        |
| 92                         | Miká Heming (GER)          | 95e                        |
| 93                         | Aivaras Mikutis (LTU)      | 82e                        |
| 94                         | Joël Suter (SUI)           | 124e                       |
| 95                         | Roland Thalmann (SUI)      | 83e                        |
| 96                         | Robin Donzé (SUI)          | 109e                       |
| 97                         | Jesper Stiansen (NOR)      | 104e                       |

| Equipo Kern Pharma EKP | Equipo Kern Pharma EKP            | Equipo Kern Pharma EKP |
| ---------------------- | --------------------------------- | ---------------------- |
| Num                    | Coureur                           | Pos                    |
| 101                    | Francisco Galván (ESP)            | 6e                     |
| 102                    | Antonio Jesús Soto (ESP)          | 16e                    |
| 103                    | Mikel Retegi (ESP)                | AB                     |
| 104                    | Miguel Ángel Fernández Ruiz (ESP) | 103e                   |
| 105                    | Hugo Aznar (ESP)                  | 88e                    |
| 106                    | Haimar Etxeberria (ESP)           | AB                     |
| 107                    | Ibai Azanza (ESP)                 | 102e                   |

| VF Group-Bardiani CSF-Faizanè VBF | VF Group-Bardiani CSF-Faizanè VBF | VF Group-Bardiani CSF-Faizanè VBF |
| --------------------------------- | --------------------------------- | --------------------------------- |
| Num                               | Coureur                           | Pos                               |
| 111                               | Federico Biagini (ITA)            | 85e                               |
| 112                               | Luca Colnaghi (ITA)               | 110e                              |
| 113                               | Lorenzo Conforti (ITA)            | 37e                               |
| 114                               | Filippo Fiorelli (ITA)            | 12e                               |
| 115                               | Filippo Magli (ITA)               | 27e                               |
| 116                               | Filippo Turconi (ITA)             | 41e                               |
| 117                               | Enrico Zanoncello (ITA)           | 22e                               |

| Burgos-Burpellet-BH BBH | Burgos-Burpellet-BH BBH   | Burgos-Burpellet-BH BBH |
| ----------------------- | ------------------------- | ----------------------- |
| Num                     | Coureur                   | Pos                     |
| 121                     | Clément Alleno (FRA)      | 58e                     |
| 122                     | Rodrigo Álvarez (ESP)     | 63e                     |
| 123                     | Ángel Fuentes (ESP)       | 49e                     |
| 124                     | David Martín Romero (ESP) | 25e                     |
| 125                     | George Jackson (NZL)      | AB                      |
| 126                     | Vojtěch Kmínek (CZE)      | AB                      |
| 127                     | Antonio Angulo (ESP)      | 28e                     |

| Wagner Bazin WB WB2 | Wagner Bazin WB WB2                | Wagner Bazin WB WB2 |
| ------------------- | ---------------------------------- | ------------------- |
| Num                 | Coureur                            | Pos                 |
| 131                 | Jocelyn Baguelin (FRA)             | 52e                 |
| 132                 | Pierre Barbier (FRA)               | 112e                |
| 133                 | Quentin Bezza (FRA)                | 101e                |
| 134                 | Tom Portsmouth (GBR)               | 34e                 |
| 135                 | Henri-François Renard-Haquin (FRA) | 24e                 |
| 136                 | Axandre Van Petegem (BEL)          | 92e                 |
| 137                 | Sasha Weemaes (BEL)                | 97e                 |

| St. Michel-Preference Home-Auber 93 AUB | St. Michel-Preference Home-Auber 93 AUB | St. Michel-Preference Home-Auber 93 AUB |
| --------------------------------------- | --------------------------------------- | --------------------------------------- |
| Num                                     | Coureur                                 | Pos                                     |
| 141                                     | Lucas Bénéteau (FRA)                    | 64e                                     |
| 142                                     | Nicolas Breuillard (FRA)                | 113e                                    |
| 143                                     | Romain Cardis (FRA)                     | 55e                                     |
| 144                                     | Dillon Corkery (IRL)                    | 8e                                      |
| 145                                     | Théo Delacroix (FRA)                    | 105e                                    |
| 146                                     | Jérémy Lecroq (FRA)                     | AB                                      |
| 147                                     | Alan Riou (FRA)                         | 73e                                     |

| Van Rysel-Roubaix VRR | Van Rysel-Roubaix VRR     | Van Rysel-Roubaix VRR |
| --------------------- | ------------------------- | --------------------- |
| Num                   | Coureur                   | Pos                   |
| 151                   | Baptiste Planckaert (BEL) | 56e                   |
| 152                   | Daniel Årnes (NOR)        | 42e                   |
| 153                   | Maxime Jarnet (FRA)       | 74e                   |
| 154                   | Kenny Molly (BEL)         | 70e                   |
| 155                   | Emmanuel Morin (FRA)      | 20e                   |
| 156                   | Killian Théot (FRA)       | 21e                   |
| 157                   | Rait Ärm (EST)            | AB                    |

| CIC U Nantes UCN | CIC U Nantes UCN        | CIC U Nantes UCN |
| ---------------- | ----------------------- | ---------------- |
| Num              | Coureur                 | Pos              |
| 161              | Ronan Augé (FRA)        | 61e              |
| 162              | Corentin Devroute (FRA) | 122e             |
| 163              | Justin Ducret (FRA)     | 80e              |
| 164              | Similien Hamon (FRA)    | 121e             |
| 165              | Antoine Hue (FRA)       | 100e             |
| 166              | Lenaïc Langella (FRA)   | 119e             |
| 167              | Axel Mariault (FRA)     | 36e              |

| Nice Métropole Côte d'Azur NMC | Nice Métropole Côte d'Azur NMC | Nice Métropole Côte d'Azur NMC |
| ------------------------------ | ------------------------------ | ------------------------------ |
| Num                            | Coureur                        | Pos                            |
| 171                            | Damien Girard (FRA)            | 126e                           |
| 173                            | Andrea Mifsud                  | 67e                            |
| 174                            | Axel Narbonne-Zuccarelli (FRA) | 66e                            |
| 175                            | Alexander Konijn (NED)         | 118e                           |
| 176                            | Andrei Carbunarea (ROU)        | 107e                           |
| 177                            | Carter Guichard (AUS)          | 120e                           |

| Soudal Quick-Step Devo Team SQD | Soudal Quick-Step Devo Team SQD | Soudal Quick-Step Devo Team SQD |
| ------------------------------- | ------------------------------- | ------------------------------- |
| Num                             | Coureur                         | Pos                             |
| 181                             | Jonathan Vervenne (BEL)         | 81e                             |
| 182                             | Jasper Schoofs (BEL)            | 91e                             |
| 183                             | Erazem Valjavec (SLO)           | 38e                             |
| 184                             | Marc Zafra (ESP)                | 93e                             |
| 185                             | Hodei Muñoz Gabiña (ESP)        | 26e                             |
| 186                             | Renato Favero (ITA)             | 79e                             |
| 187                             | Mathijs De Clercq (BEL)         | 123e                            |

| MYVELO Pro Cycling Team MCT | MYVELO Pro Cycling Team MCT | MYVELO Pro Cycling Team MCT |
| --------------------------- | --------------------------- | --------------------------- |
| Num                         | Coureur                     | Pos                         |
| 191                         | Meo Amann (GER)             | 117e                        |
| 192                         | Nils Brun (SUI)             | 89e                         |
| 193                         | Christoph Janssen (SUI)     | 116e                        |
| 195                         | Jan Sommer (SUI)            | 72e                         |
| 196                         | Tillman Sarnowski (GER)     | 99e                         |
| 197                         | Miron Lipp (GER)            | 127e                        |

| Team TotalEnergies TEN | Team TotalEnergies TEN   | Team TotalEnergies TEN |
| ---------------------- | ------------------------ | ---------------------- |
| Num                    | Coureur                  | Pos                    |
| 1                      | Jason Tesson (FRA)       | 111e                   |
| 2                      | Florian Dauphin (FRA)    | 7e                     |
| 3                      | Joris Delbove (FRA)      | 45e                    |
| 4                      | Alexandre Delettre (FRA) | 44e                    |
| 5                      | Nicola Marcerou (FRA)    | 87e                    |
| 6                      | Lucas Boniface (FRA)     | 33e                    |
| 7                      | Fabien Grellier (FRA)    | 94e                    |

| Intermarché-Wanty IWA | Intermarché-Wanty IWA   | Intermarché-Wanty IWA |
| --------------------- | ----------------------- | --------------------- |
| Num                   | Coureur                 | Pos                   |
| 11                    | Francesco Busatto (ITA) | 46e                   |
| 12                    | Halvor Dolven (NOR)     | 54e                   |
| 13                    | Victor Hannes (BEL)     | 114e                  |
| 14                    | Arne Marit (BEL)        | 90e                   |
| 15                    | Gerben Thijssen (BEL)   | 3e                    |
| 16                    | Tobias Müller (GER)     | 98e                   |
| 17                    | Gijs Van Hoecke (BEL)   | 57e                   |

| Arkéa-B&B Hotels ARK | Arkéa-B&B Hotels ARK    | Arkéa-B&B Hotels ARK |
| -------------------- | ----------------------- | -------------------- |
| Num                  | Coureur                 | Pos                  |
| 21                   | Jenthe Biermans (BEL)   | 5e                   |
| 22                   | Clément Venturini (FRA) | 4e                   |
| 23                   | Mathis Le Berre (FRA)   | 51e                  |
| 24                   | Axel Bouquet (FRA)      | 108e                 |
| 25                   | Jean-Loup Fayolle (FRA) | AB                   |
| 26                   | Baptiste Gillet (FRA)   | 40e                  |
| 27                   | Nicolas Milesi (ITA)    | 32e                  |

| Cofidis COF | Cofidis COF                | Cofidis COF |
| ----------- | -------------------------- | ----------- |
| Num         | Coureur                    | Pos         |
| 31          | Bryan Coquard (FRA)        | 2e          |
| 32          | Nicolas Debeaumarché (FRA) | 115e        |
| 33          | Valentin Ferron (FRA)      | 48e         |
| 34          | Oliver Knight (GBR)        | 75e         |
| 35          | Paul Ourselin (FRA)        | 69e         |
| 36          | Anthony Perez (FRA)        | 50e         |
| 37          | Benjamin Thomas (FRA)      | 96e         |

| Groupama-FDJ GFC | Groupama-FDJ GFC         | Groupama-FDJ GFC |
| ---------------- | ------------------------ | ---------------- |
| Num              | Coureur                  | Pos              |
| 41               | Clément Davy (FRA)       | 30e              |
| 42               | Thibaud Gruel (FRA)      | 43e              |
| 43               | Eddy Le Huitouze (FRA)   | 10e              |
| 44               | Matthew Walls (GBR)      | 19e              |
| 45               | Eliott Boulet (FRA)      | 65e              |
| 46               | Lewis Bower (NZL)        | 14e              |
| 47               | Maximilian Cushway (FRA) | 125e             |

| Decathlon-AG2R La Mondiale DAT | Decathlon-AG2R La Mondiale DAT | Decathlon-AG2R La Mondiale DAT |
| ------------------------------ | ------------------------------ | ------------------------------ |
| Num                            | Coureur                        | Pos                            |
| 51                             | Louis Chaleil (FRA)            | 84e                            |
| 52                             | Matthew Greenwood (AUS)        | AB                             |
| 53                             | Noa Isidore (FRA)              | 18e                            |
| 54                             | Daniel Weis (DEN)              | AB                             |
| 55                             | Nans Peters (FRA)              | 59e                            |
| 56                             | Gianluca Pollefliet (BEL)      | 53e                            |
| 57                             | Aubin Sparfel (FRA)            | 78e                            |

| Unibet Tietema Rockets RKT | Unibet Tietema Rockets RKT | Unibet Tietema Rockets RKT |
| -------------------------- | -------------------------- | -------------------------- |
| Num                        | Coureur                    | Pos                        |
| 61                         | Davide Bomboi (BEL)        | 77e                        |
| 62                         | Andreas Stokbro (DEN)      | 23e                        |
| 63                         | Charles Paige (GBR)        | 86e                        |
| 64                         | Tomáš Kopecký (CZE)        | 35e                        |
| 65                         | Joren Bloem (NED)          | AB                         |
| 66                         | Lander Loockx (BEL)        | 17e                        |
| 67                         | Sebastian Nielsen (DEN)    | 71e                        |

| Caja Rural-Seguros RGA CJR | Caja Rural-Seguros RGA CJR | Caja Rural-Seguros RGA CJR |
| -------------------------- | -------------------------- | -------------------------- |
| Num                        | Coureur                    | Pos                        |
| 71                         | Eduard Prades (ESP)        | 39e                        |
| 72                         | Sergi Darder (ESP)         | 13e                        |
| 73                         | Álex Díaz (ESP)            | 31e                        |
| 74                         | Javier Ibáñez (ESP)        | 106e                       |
| 75                         | Fernando Barceló (ESP)     | 11e                        |
| 76                         | Iúri Leitão (POR)          | AB                         |
| 77                         | Francisco Peñuela (VEN)    | 15e                        |

| Uno-X Mobility UXM | Uno-X Mobility UXM            | Uno-X Mobility UXM |
| ------------------ | ----------------------------- | ------------------ |
| Num                | Coureur                       | Pos                |
| 81                 | Jonas Iversby Hvideberg (NOR) | 62e                |
| 82                 | Stian Fredheim (NOR)          | 9e                 |
| 83                 | Rasmus Bøgh Wallin (DEN)      | 68e                |
| 84                 | Henrik Pedersen (DEN)         | 29e                |
| 85                 | Martin Bugge Urianstad (NOR)  | 60e                |
| 86                 | Erlend Blikra (NOR)           | 1er                |
| 87                 | Sakarias Koller Løland (NOR)  | 47e                |

| Tudor Pro Cycling Team TUD | Tudor Pro Cycling Team TUD | Tudor Pro Cycling Team TUD |
| -------------------------- | -------------------------- | -------------------------- |
| Num                        | Coureur                    | Pos                        |
| 91                         | Alberto Dainese (ITA)      | 76e                        |
| 92                         | Miká Heming (GER)          | 95e                        |
| 93                         | Aivaras Mikutis (LTU)      | 82e                        |
| 94                         | Joël Suter (SUI)           | 124e                       |
| 95                         | Roland Thalmann (SUI)      | 83e                        |
| 96                         | Robin Donzé (SUI)          | 109e                       |
| 97                         | Jesper Stiansen (NOR)      | 104e                       |

| Equipo Kern Pharma EKP | Equipo Kern Pharma EKP            | Equipo Kern Pharma EKP |
| ---------------------- | --------------------------------- | ---------------------- |
| Num                    | Coureur                           | Pos                    |
| 101                    | Francisco Galván (ESP)            | 6e                     |
| 102                    | Antonio Jesús Soto (ESP)          | 16e                    |
| 103                    | Mikel Retegi (ESP)                | AB                     |
| 104                    | Miguel Ángel Fernández Ruiz (ESP) | 103e                   |
| 105                    | Hugo Aznar (ESP)                  | 88e                    |
| 106                    | Haimar Etxeberria (ESP)           | AB                     |
| 107                    | Ibai Azanza (ESP)                 | 102e                   |

| VF Group-Bardiani CSF-Faizanè VBF | VF Group-Bardiani CSF-Faizanè VBF | VF Group-Bardiani CSF-Faizanè VBF |
| --------------------------------- | --------------------------------- | --------------------------------- |
| Num                               | Coureur                           | Pos                               |
| 111                               | Federico Biagini (ITA)            | 85e                               |
| 112                               | Luca Colnaghi (ITA)               | 110e                              |
| 113                               | Lorenzo Conforti (ITA)            | 37e                               |
| 114                               | Filippo Fiorelli (ITA)            | 12e                               |
| 115                               | Filippo Magli (ITA)               | 27e                               |
| 116                               | Filippo Turconi (ITA)             | 41e                               |
| 117                               | Enrico Zanoncello (ITA)           | 22e                               |

| Burgos-Burpellet-BH BBH | Burgos-Burpellet-BH BBH   | Burgos-Burpellet-BH BBH |
| ----------------------- | ------------------------- | ----------------------- |
| Num                     | Coureur                   | Pos                     |
| 121                     | Clément Alleno (FRA)      | 58e                     |
| 122                     | Rodrigo Álvarez (ESP)     | 63e                     |
| 123                     | Ángel Fuentes (ESP)       | 49e                     |
| 124                     | David Martín Romero (ESP) | 25e                     |
| 125                     | George Jackson (NZL)      | AB                      |
| 126                     | Vojtěch Kmínek (CZE)      | AB                      |
| 127                     | Antonio Angulo (ESP)      | 28e                     |

| Wagner Bazin WB WB2 | Wagner Bazin WB WB2                | Wagner Bazin WB WB2 |
| ------------------- | ---------------------------------- | ------------------- |
| Num                 | Coureur                            | Pos                 |
| 131                 | Jocelyn Baguelin (FRA)             | 52e                 |
| 132                 | Pierre Barbier (FRA)               | 112e                |
| 133                 | Quentin Bezza (FRA)                | 101e                |
| 134                 | Tom Portsmouth (GBR)               | 34e                 |
| 135                 | Henri-François Renard-Haquin (FRA) | 24e                 |
| 136                 | Axandre Van Petegem (BEL)          | 92e                 |
| 137                 | Sasha Weemaes (BEL)                | 97e                 |

| St. Michel-Preference Home-Auber 93 AUB | St. Michel-Preference Home-Auber 93 AUB | St. Michel-Preference Home-Auber 93 AUB |
| --------------------------------------- | --------------------------------------- | --------------------------------------- |
| Num                                     | Coureur                                 | Pos                                     |
| 141                                     | Lucas Bénéteau (FRA)                    | 64e                                     |
| 142                                     | Nicolas Breuillard (FRA)                | 113e                                    |
| 143                                     | Romain Cardis (FRA)                     | 55e                                     |
| 144                                     | Dillon Corkery (IRL)                    | 8e                                      |
| 145                                     | Théo Delacroix (FRA)                    | 105e                                    |
| 146                                     | Jérémy Lecroq (FRA)                     | AB                                      |
| 147                                     | Alan Riou (FRA)                         | 73e                                     |

| Van Rysel-Roubaix VRR | Van Rysel-Roubaix VRR     | Van Rysel-Roubaix VRR |
| --------------------- | ------------------------- | --------------------- |
| Num                   | Coureur                   | Pos                   |
| 151                   | Baptiste Planckaert (BEL) | 56e                   |
| 152                   | Daniel Årnes (NOR)        | 42e                   |
| 153                   | Maxime Jarnet (FRA)       | 74e                   |
| 154                   | Kenny Molly (BEL)         | 70e                   |
| 155                   | Emmanuel Morin (FRA)      | 20e                   |
| 156                   | Killian Théot (FRA)       | 21e                   |
| 157                   | Rait Ärm (EST)            | AB                    |

| CIC U Nantes UCN | CIC U Nantes UCN        | CIC U Nantes UCN |
| ---------------- | ----------------------- | ---------------- |
| Num              | Coureur                 | Pos              |
| 161              | Ronan Augé (FRA)        | 61e              |
| 162              | Corentin Devroute (FRA) | 122e             |
| 163              | Justin Ducret (FRA)     | 80e              |
| 164              | Similien Hamon (FRA)    | 121e             |
| 165              | Antoine Hue (FRA)       | 100e             |
| 166              | Lenaïc Langella (FRA)   | 119e             |
| 167              | Axel Mariault (FRA)     | 36e              |

| Nice Métropole Côte d'Azur NMC | Nice Métropole Côte d'Azur NMC | Nice Métropole Côte d'Azur NMC |
| ------------------------------ | ------------------------------ | ------------------------------ |
| Num                            | Coureur                        | Pos                            |
| 171                            | Damien Girard (FRA)            | 126e                           |
| 173                            | Andrea Mifsud                  | 67e                            |
| 174                            | Axel Narbonne-Zuccarelli (FRA) | 66e                            |
| 175                            | Alexander Konijn (NED)         | 118e                           |
| 176                            | Andrei Carbunarea (ROU)        | 107e                           |
| 177                            | Carter Guichard (AUS)          | 120e                           |

| Soudal Quick-Step Devo Team SQD | Soudal Quick-Step Devo Team SQD | Soudal Quick-Step Devo Team SQD |
| ------------------------------- | ------------------------------- | ------------------------------- |
| Num                             | Coureur                         | Pos                             |
| 181                             | Jonathan Vervenne (BEL)         | 81e                             |
| 182                             | Jasper Schoofs (BEL)            | 91e                             |
| 183                             | Erazem Valjavec (SLO)           | 38e                             |
| 184                             | Marc Zafra (ESP)                | 93e                             |
| 185                             | Hodei Muñoz Gabiña (ESP)        | 26e                             |
| 186                             | Renato Favero (ITA)             | 79e                             |
| 187                             | Mathijs De Clercq (BEL)         | 123e                            |

| MYVELO Pro Cycling Team MCT | MYVELO Pro Cycling Team MCT | MYVELO Pro Cycling Team MCT |
| --------------------------- | --------------------------- | --------------------------- |
| Num                         | Coureur                     | Pos                         |
| 191                         | Meo Amann (GER)             | 117e                        |
| 192                         | Nils Brun (SUI)             | 89e                         |
| 193                         | Christoph Janssen (SUI)     | 116e                        |
| 195                         | Jan Sommer (SUI)            | 72e                         |
| 196                         | Tillman Sarnowski (GER)     | 99e                         |
| 197                         | Miron Lipp (GER)            | 127e                        |